# アビンドン＝オン＝テムズ
アビンドン＝オン＝テムズ (Abingdon-on-Thames) は、イギリス、イングランドのオックスフォード州ヴェール・オヴ・ホワイト・ホース（州南西部）のタウンで行政教区である。かつてはバークシャーに属していた。
人口は3万3175人（2021年）。ブリテン島で最も古いと主張する現存する町のひとつである。
名門男子校アビンドン・スクールで知られる。1256年創立で、イギリスでも最も古いとされる私立高校（パブリック・スクール）のひとつ。
1929年より1980年まで、イギリスのスポーツカーのブランドであるMGの主要生産工場が存在していた。

## 出身人物
- マシュー・テイラー - サッカー選手
- ドロシー・リチャードソン - 女性小説家